# Werkgroep Infectie Preventie
De stichting Werkgroep Infectie Preventie (WIP) is een samenwerkingsverband van drie Nederlandse wetenschappelijke verenigingen op het gebied van infectiepreventie en ziekenhuishygiëne:
- Nederlandse Vereniging voor Medische Microbiologie (NVMM);
- Vereniging voor Infectieziekten;
- Vereniging voor Hygiëne en Infectiepreventie in de Gezondheidszorg.

De stichting bestaat uit een Bestuur, een Adviesraad Richtlijnontwikkeling en een Bureau. Het doel van deze stichting is het maken van richtlijnen op het gebied van infectiepreventie voor de gezondheidszorg, om hiermee een bijdrage te leveren aan het infectiepreventiebeleid in Nederland. De Inspectie Gezondheidszorg en Jeugd (IGJ) beschouwt de richtlijnen van de Werkgroep als professionele standaarden. 
De Adviesraad Richtlijnontwikkeling van de WIP laat zich professioneel ondersteunen door het Bureau, onder andere voor het maken van systematische reviews. Het Bureau verzamelt wetenschappelijke informatie op het gebied van de infectiepreventie. Het is verantwoordelijk voor de plaatsing van de richtlijnen op het internet. Verder vervult het Bureau een vraagbaak- en voorlichtingsfunctie. Door de adviseur infectiepreventie van de werkgroep worden vragen beantwoord en adviezen gegeven, zowel schriftelijk, telefonisch als per e-mail. Tevens heeft de adviseur infectiepreventie zitting in tal van externe commissies, die zich evenals de WIP bezighouden met infectiepreventie en hygiëne. Hiernaast wordt door de adviseur infectiepreventie voorlichting gegeven tijdens symposia, congressen en via publicaties.
Onder andere de richtlijnen voor BRMO's zijn opgesteld door de WIP.
De werkgroep is gesitueerd in het Leids Universitair Medisch Centrum.